# إديث فروست
إديث فروست (بالإنجليزية: Edith Frost)‏ هي مغنية مؤلفة أمريكية، ولدت في 18 أغسطس 1964.

## وصلات خارجية
- إديث فروست على موقع ميوزك برينز (الإنجليزية)
- إديث فروست على موقع أول ميوزيك (الإنجليزية)
- إديث فروست على موقع ديسكوغز (الإنجليزية)